# Huub van Boeckel
Huub van Boeckel (L'Aia, 25 gennaio 1960) è un ex tennista e imprenditore olandese.

## Carriera
Ha raggiunto i primi risultati importanti sul finire della stagione 1984, ha disputato la finale ad Adelaide venendo sconfitto da Peter Doohan e i quarti di finale a Melbourne dove si è arreso a Dan Cassidy.
Nel doppio maschile ha raggiunto la semifinale a Bordeaux nel 1985 e la finale del Tel Aviv Open 1987, ha fatto parte della squadra olandese di Coppa Davis tra il 1980 e il 1988 vincendo dodici incontri e perdendone undici. Nei tornei dello Slam il risultato migliore è stato il terzo turno raggiunto agli Australian Open 1985 dove è stato sconfitto dal connazionale Michiel Schapers in tre set.
Terminata la carriera agonistica ha intrapreso quella imprenditoriale fondando il marchio di scarpe HUB nel 2004.